# Cyklopropanon
Cyklopropanon je organická sloučenina se vzorcem (CH2)2CO, keton odvozený od cyklopropanu. Jedná se o nestálou látku, citlivou i na slabé nukleofily

## Příprava
Cyklopropanon je možné získat reakcí ethenonu s diazomethanem v nereaktivním rozpouštědle, jako je dichlormethan.
Takto vytvořený cyklopropanon je při −78 °C stálý. Za přítomnosti protických molekul, například karboxylových kyselin, primárních a sekundárních aminů, nebo alkoholů, vytváří cyklopropanon adukty, které často lze izolovat za pokojové teploty:
(CH2)2CO + X-H → (CH2)2C(X)(OH)
(X-H = R2N-H, HO-H, RO-H)

## Struktura
Molekula cyklopropanonu je rovinná. Vazba H2C-CH2 má neobvykle velkou délku 157,5 pm; délka vazeb C-C v cyklopropanu činí 151 pm. Vazba C=O má délku 119 pm, kratší než odpovídající vazba v acetonu (12 pm).
Absorpční pás valenční vibrace νC=O se nachází na 1815 cm−1, což je přibližně o 70 cm−1 vyšší vlnočet, než je u ketonů obvyklé.

## Deriváty
Cyklopropanony jsou meziprodukty Favorského přesmyků, kde z cyklických ketonů vznikají karboxylové kyseliny se zmenšenými kruhy.
Cyklopropanony reagují v cykloadicích jako jako 1,3-dipóly. Meziprodukty těchto reakcí jsou pravděpodobně oxyallyly nebo jejich valenční tautomery (vzniklé štěpením vazeb C2-C3).
Přes tyto meziprodukty probíhají i další reakce cyklopropanonů, například racemizace enantiomerně čistého (+)-trans-2,3-di-terc-butylcyklopropanonu při zahřátí na 80 °C.
Oxyallylový meziprodukt byl také navržen u fotochemické přeměny 3,5-dihydro-4H-pyrazol-4-onu na indan za odštěpení dusíku:
V této reakci oxyallylový meziprodukt A, jenž je v rovnováze s cyklopropanonem B, atakuje fenylový karbokation za vzniku nestálého cyklohexa-1,3-dienu C a následné rearomatizace. Rozdíl energie mezi A a B bývá 21 až 29 kJ/mol.

### Koprin
Derivát cyklopropanonu 1-aminocyklopropanol vzniká přirozeně hydrolýzou koprinu, toxinu obsaženého v některých houbách. 1-aminocyklopropanol inhibuje enzym acetaldehyddehydrogenázu.